# HTC ExtUSB
HTC ExtUSB, wat staat voor HTC Extended USB, is een speciale MiniUSB-poort met zes extra pinnen voor audio. De ExtUSB poort heeft 11 pinnen. Deze kunnen bijvoorbeeld aangesloten worden op Smartphones, op sommige toestellen van HTC om een hoofdtelefoon/headset aan te sluiten. De ExtUSB aansluiting wordt daarnaast gebruikt om het toestel op te laden. ExtUSB is backwards compatible met MiniUSB.